# إلين كارلسون
إلين كارلسون هي لاعبة كرة قدم سويدية، ولدت في 3 يونيو 1994 في السويد. لعبت مع KIF Örebro DFF ‏.

## وصلات خارجية
- إلين كارلسون على موقع الاتحاد الأوربي (الإنجليزية)
- إلين كارلسون على موقع اتحاد السويد (السويدية)
- إلين كارلسون على موقع قاعدة بيانات كرة القدم.إي يو (الإنجليزية)
- إلين كارلسون على موقع Soccerway.com (الإنجليزية)